# La ventisettesima città
La ventisettesima città (The Twenty-Seventh City) è il romanzo d'esordio dello scrittore statunitense Jonathan Franzen, pubblicato nel 1988. Il titolo fa riferimento alla città di St. Louis, che un tempo era la quarta città degli Stati Uniti per numero di abitanti, e che ha visto poi diminuire la sua importanza, fino a trovarsi, all'epoca in cui si svolge il romanzo, ad essere solo la ventisettesima.
The Twenty-Seventh City è stato tradotto in francese, spagnolo, catalano, tedesco, rumeno, olandese, ungherese, serbo, ebraico, polacco, oltre che in italiano.

## Trama
St. Louis, Missouri, è ormai una città apatica e in preda all'immobilismo; niente a che vedere con la città dinamica di un tempo. L'unica notizia che scuote dal torpore gli abitanti è la nomina del nuovo capo della polizia, S. Jammu, indiana di Bombay. Jammu è una donna giovane e di grande carisma e, già poco tempo dopo il suo arrivo, riesce a manipolare  i cittadini più in vista di St. Louis coinvolgendoli in un gigantesco intrigo di natura economico-politica. Affida ad alcuni uomini fidati, di origine indiana come lei, il compito di tenere d'occhio queste persone, e di indagare fin negli angoli più nascosti e nei dettagli apparentemente più insignificanti delle loro vite private, per sfruttare a proprio vantaggio ogni loro debolezza, ogni peccato. Riuscirà l'irreprensibile Martin Probst a sfuggire alla sua rete?

## Edizioni in italiano
- La ventisettesima città, traduzione di Ranieri Carano, Collana Omnibus, Milano, Arnoldo Mondadori Editore, 1989.
- Collana Einaudi Tascabili. Letteratura n.959, Torino, Einaudi, 2002, ISBN 978-88-061-6152-1;
- Collana ET Scrittori, Einaudi, 2014, ISBN 978-88-062-2331-1.